# WWV (無線局)

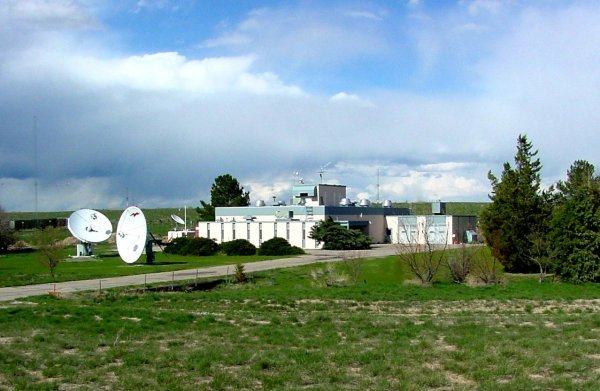
WWV送信所 (2002年以前)

WWVはアメリカ合衆国コロラド州フォートコリンズにある、アメリカ国立標準技術研究所(NIST)が管轄する短波無線局である。WWVとは呼出符号であるが当該無線局そのものも指す。アメリカ国内で最も古い無線局の一つであり、姉妹局のWWVH、WWVBとともに正確な周波数の電波（標準周波数）および協定世界時(UTC(NIST))などを、アメリカを中心に世界中に供給する。

## 概要
WWVはメリーランド州ゲイサーズバーグにあるアメリカ国立標準技術研究所付属物理測定研究所の時間・周波数部門が監督し、コロラド州フォートコリンズに送信所を設置している。1945年以来、連続した時間信号を放送しており、標準周波数報時局として米国政府の周波数規格に準拠し、2.5、5、10、15、20MHzで標準電波を送信している。
前身は、ワシントンDCに1919年に設置された基準局であり、アメリカ国内で最も古い無線局の一つとして知られている。2019年10月1日には開局100周年の祝賀行事が実施された。
1931年にはメリーランド州郊外に移転し、1966年に現在のコロラド州フォートコリンズ近郊に移った。WWVは長波局のWWVB(60 kHz)が併設されている。姉妹局として、ハワイ州のカウアイ島にWWVHを設置している。WWVとWWVHは、協定世界時(UTC(NIST))で1分ごとに時刻を通報・供給し、全地球測位システム（GPS）衛星群の状況など、一般に関心のある情報を1時間ごとに送信している。同じ周波数(5, 10, 15 MHz)で同時に送信しているため、アメリカ本土西海岸地域では電離層の状態によってはWWVとの混信が発生する。そのため、搬送波は混信を避けるために設計されているほか、時間差でWWVは男声、WWVHは女声による局名告知を行うことで区別を図っている。他にも同一周波数の中国のBPMとの混信がみられ、かつては日本のJJY短波局との混信がみられた。

## 業務内容

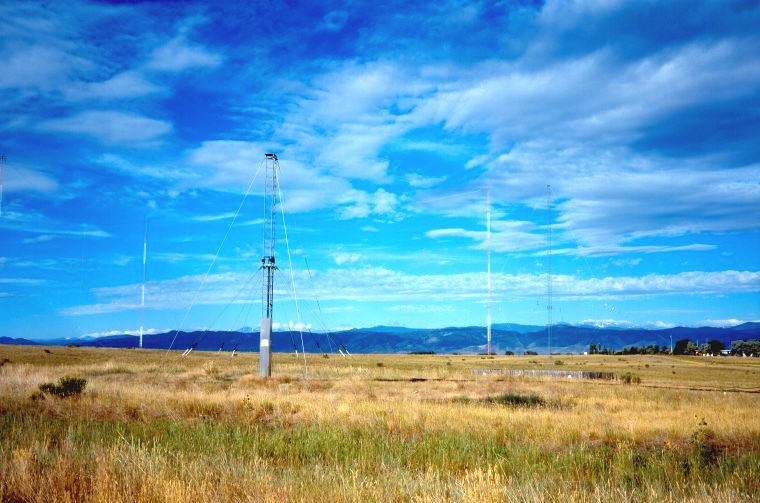
15 MHz送信アンテナ

1945年以来、WWVは政府機関であるアメリカ国立標準技術研究所（NIST）とアメリカ海軍天文台（USNO）が提供する「公式米国時間」を通報し、米国内および世界中に協定世界時を供給することを業務としている。1974年以降は、アメリカにおける周波数、時間間隔、時間帯の国家的標準とされる、協定世界時スケール(UTC(NIST))を通報している。
標準時とは海運、輸送、技術、研究、教育、軍事、公共安全、通信など、正確な時刻を日常業務で必要とされる利用者に供給される。また、電波時計などの計時装置が、手動で時刻を調整することなく、自動的に正確な時刻を維持することを可能としている。
一方で、標準周波数は基準となる正確な周波数の電波を供給することで、商業通信、公共通信、アマチュア無線などが通信機器の周波数較正に用いるなど、通信における基準となる重要な役割を担う。

### 送信所
| WWVのアンテナ位置 (WGS84) | WWVのアンテナ位置 (WGS84)                                                |
| ------------------------- | ------------------------------------------------------------------------ |
| 2.5 MHz                   | 北緯40度40分55.0秒 西経105度2分33.6秒 / 北緯40.681944度 西経105.042667度 |
| 5 MHz                     | 北緯40度40分41.9秒 西経105度2分27.2秒 / 北緯40.678306度 西経105.040889度 |
| 10 MHz                    | 北緯40度40分47.7秒 西経105度2分27.4秒 / 北緯40.679917度 西経105.040944度 |
| 15 MHz                    | 北緯40度40分44.8秒 西経105度2分26.9秒 / 北緯40.679111度 西経105.040806度 |
| 20 MHz                    | 北緯40度40分52.8秒 西経105度2分30.9秒 / 北緯40.681333度 西経105.041917度 |
| 25 MHz                    | 北緯40度40分50.8秒 西経105度2分32.6秒 / 北緯40.680778度 西経105.042389度 |

WWVは各周波数1台の送信機をもって送信されている。2.5, 20 MHz帯では実効輻射電力（出力）2.5 kW、5, 10, 15 MHz帯では実効輻射電力（出力） 10kWで送信する。各送信機は、波長の2分の1に相当する高さの専用アンテナを持ち、無指向性の信号放射パターンを持つ。アンテナタワーの上半分には1/4波長の放射素子があり、下半分にはタワーの中点に接続され、地上から1対1に傾斜した9本のガイワイヤ（波長の√2/4倍の長さ）が追加放射素子として使用されている。
標準周波数および標準時はコロラド州ボールダーにある国立標準技術研究所付属物理測定研究所（ボルダー研究所）の時間・周波数部門が所有する4つのセシウム原子時計により生成され、WWV, WWVH, WWVBに供給されている。周波数基準となるWWVBのキャリア周波数は10-14の精度で維持されている。放送される時報等は協定世界時(UTC)から100ナノ秒以内、公式米国時間（国家標準時）から20ナノ秒以内の精度で管理されている。

### テレホンサービス
WWVHではテレホンサービスを行っている。電話番号は+1 (303) 499-7111 (WWV)。電話は2分間に制限され、信号は電話網の伝搬時間により平均30ミリ秒の遅れが生じる。

## WWVの歴史

### 実験局としてのWWVの開局

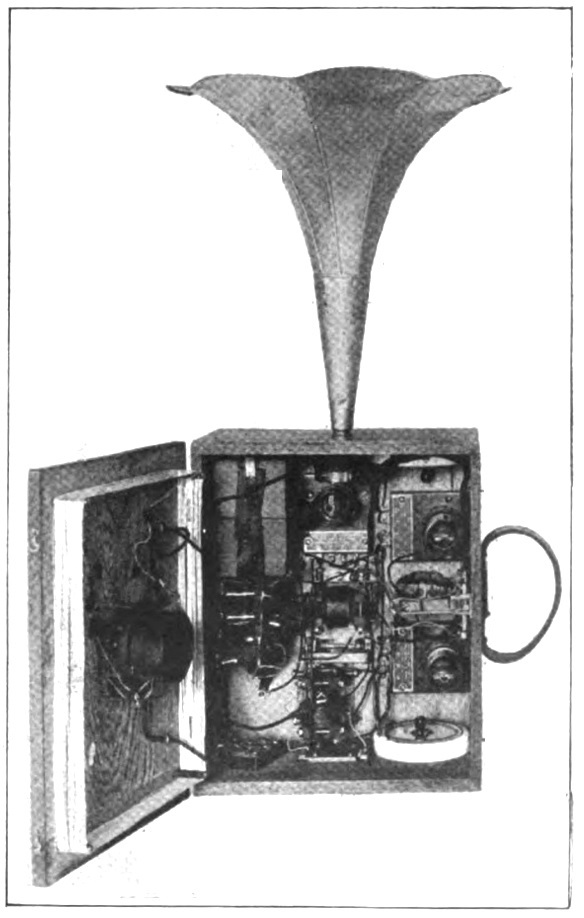
1920年5月には、WWVによる毎週の放送と並行して、「信号、音楽、スピーチの形で無線インパルスを受信し、大音量の電話機とホーンでそれを再生する」ことができる「ポータフォン」が発表された

WWVの存在に関する最も古い公式記録は、1919年10月1日発行の商務省の"ラジオ・サービス・ブリテン"であり、そこにはワシントンDCの基準局に割り当てられた新しい「実験局」として、WWVという呼出符号がNBS(NISTの前身である『国立標準局』)に割り充てられた。なぜこの局が「WWV」となったのかは不明とされるが、一説には当時、Wで始まる3文字の呼出符号がアメリカ連邦政府機関に割り当てられ、下２文字はランダムに決定されたものとされている。
世界初の商業ラジオ放送局として知られるKDKAが放送を開始したのは1920年11月2日であるが、その半年前の1920年5月にはWWVは毎週金曜日の夜8時30分から11時まで、600kHzで音楽を送信する「コンサート」という形で公衆放送を実施していた。
同月、同局は「ポータフォン」と呼ばれる携帯ラジオ受信機を実演し「15マイル（24km）先まで放送番組を受信することができる」と紹介した。同年8月の新聞記事には毎週のコンサートはワシントンから100マイル（160km）離れた場所でも聴くことができたと記録されている。ただ、同記事では「ラジオ・サービス・ブリテンは数ヶ月間ワイヤレス音楽の実験を行ってきたが、これ以上の調査は無意味であると判断しコンサートを中止することになった」と書かれている。一方でラジオ・サービス・ブリテンはその後も時折放送を続け、1921年1月にはテネシー州チャタヌーガのリスナーが「基準局から渦巻くジャジーな波が聞こえてきた」と報告し、遠距離受信の新記録が発表された。
1921年12月15日、WWVは米国市場局が作成した500語のモールス信号からなる「ラジオ市場概況」(Daily Radio Marketgrams)を周波数 750kHz、出力2kWで放送した。この時はワシントンから200マイル（320km）まで受信できたという。しかし、1922年4月15日、「Daily Radio Marketgrams」は、ワシントンD.C.の郵便局が運営する4つの局（WWXなど）に移管した。

### 標準周波数局としてのWWV
1922年末、WWVは標準周波数局として移行した。当時、送信機の技術的制約から各局に割り当てられた周波数を常に維持することが難しく、標準電波は放送局やアマチュア局にとって重要な較正ツールとなった。1923年1月29日に200～545kHzの周波数で初の試験電波を実施した。
1923年3月6日、550～1,500kHzの7つの標準電波からなる標準周波数局としてWWVの定期運用が開始された。当時の標準電波は「10分の3以上」の精度があったが、1920年代後半には、水晶発振子が発明され、WWVの精度を向上させた。

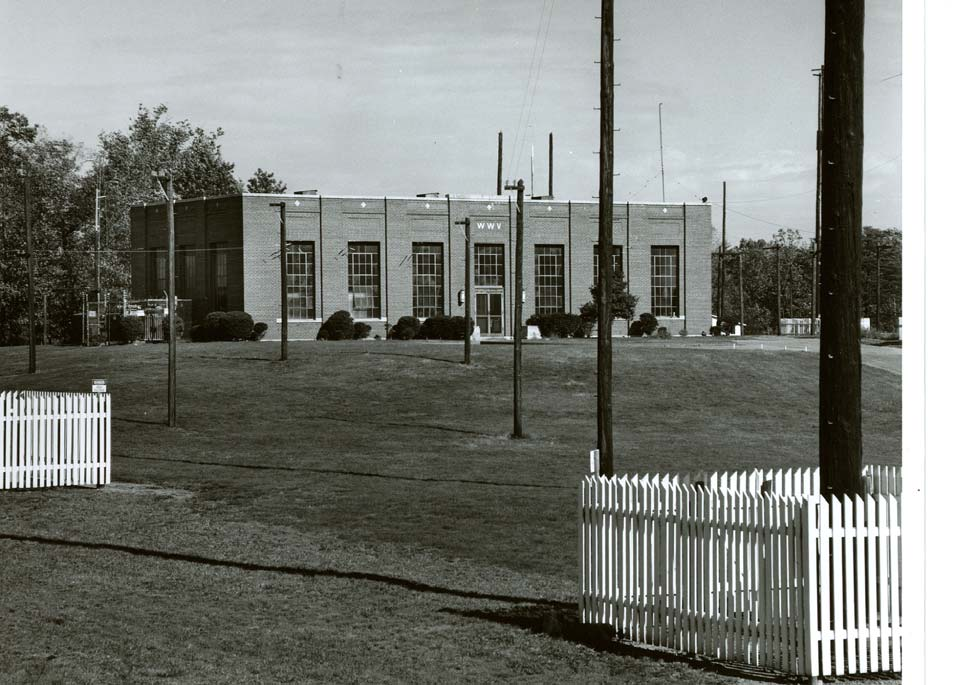
ベルルビルにあったWWVの送信所(1943年–1966年)

しかし当時、WWVの電波はアメリカの東半分しかカバーできず、ミネアポリスやスタンフォード大学、マサチューセッツ工科大学にある他の標準周波数局がWWVの代替となっていた。1926年に一度はWWVの廃止が発表されたが、WWVを頼りにしていた市民からの抗議が殺到したため撤回された。その後、1931年にWWV送信所はメリーランド州カレッジパークに移転した。その際に最新鋭の水晶発振器制御の送信機を導入し、周波数5MHz 150Wで送信を開始した。
1年後の1932年、送信所は再びメリーランド州ベルツビルの農務省の土地に移転し、5MHz 1kWで送信を開始した。1933年4月には30kWに出力を増強した。また、1935年には10MHzと15MHz（いずれも出力20kW）の送信を開始した。
5MHzの周波数が選ばれた理由は、「(5 MHzが)カバー範囲が広いこと」、「以前に割り当てられた周波数帯での制約がないこと」、「10MHz, 15MHzなどの高調波を運用する際、5 MHzが基準となり、その倍数となるため便利である」ことが挙げられる。
1936年8月には、音楽団体からの要請により、440Hzのト音によるトーン信号が追加された。
1937年6月には、10MHzと15MHzの標準電波が追加された。出力向上、サブキャリア波、440Hzのトーン信号を用いた時報、電離層レポートなどが追加された。アメリカ海洋大気庁による、磁気嵐などの「ジオアラート」は1957年7月に開始した。
1940年11月6日、WWVの送信所で火災が発生し、施設はほぼ全焼した。しかし標準周波数発振器と電波送信機は無事に回収され、5日後（11月11日）には隣接する建物で、出力を制限したうえで放送が再開された。
1941年7月、連邦議会はWWV送信所の再建に23万ドル予算を捻出し、以前の場所から5キロメートル（3.1マイル）南に建設した。1943年8月1日に2.5、5、10、15MHzで通常放送を再開した。なお、現在も送信所跡地は「ベルツビル」と呼ばれているが、1961年に送信所の所在地として使われていた住所はメリーランド州グリーンベルトに変更された。
1946年12月、20、25、30、35 MHz帯での送信を開始したが、1953年に30, 35 MHz帯を廃止している。
WWVは1966年12月1日に現在地である、コロラド州フォートコリンズ近郊に移転（2.5、5、10、15、20、25MHz）し、アメリカ大陸全域で電波をよりよく受信できるようになった。（同地点はWWVB送信所として1963年に契約され、1967年にWWVBが開局した。）。同地は、国立標準技術研究所付属物理測定研究所（ボルダー研究所）から約80キロメートルと近く、送信所に原子時計を併設することで、周波数精度を2×10-11以内に制御することが可能となった。
1977年に20MHzと25MHz帯を廃止した。しかし翌年には20MHzの送信を再開した。2014年4月4日からは、25MHzの標準電波が「実験局」として再開し、現在に至る。

### 標準報時局としてのWWV
1912年以降、アメリカ東部における主な標準報時局は、バージニア州アーリントンにあるアメリカ海軍が運用するNAAであったが、1941年に廃止された。一方で、WWVは1937年にパルスによる秒信号の放送を開始したが、当初は実際の時刻に同期していなかった。1944年6月、アメリカ海軍天文台(USNO)はWWVがUSNOが所有する時計を時報のソースとして使用することを許可した。1945年10月、WWVはモールス信号による時報を5分おきに放送した。ベルツビル時代には現在のタイムコードの原型が完成していた、とされる。
音声による時報は1950年1月1日から開始され、5分ごとに放送された。また、可聴周波数のトーン信号は600Hzと440Hzが分単位で交互に放送された。
二進化十進表現によるタイムコードは、1960年に試験運用を開始し、1961年に恒久運用を開始した。「NASAタイムコード」は、1,000Hzの信号を100Hzで変調したもので、「バガボン」・「バズソー」と聞き取れるの繰り返しのような音と表現された。
1971年7月1日、タイムコードの放送は100Hzのサブキャリアに変更され、一般的な受信機では聞こえないものに変更した。（チャートレコーダーを使用することで可視化される。）また、時刻のアナウンスが5分おきから1分おきになった。
1967年4月、WWVは送信所の現地時間（1966年までは東部標準時、それ以降は山岳部標準時）の使用をやめ、グリニッジ標準時（GMT）の放送に切り替えた。1974年には協定世界時（UTC）に切り替えた。
WWVで用いられている男声は、1991年8月13日までドン・エリオット・ヒールド（放送作家）の声を録音したものが用いていたが、機材更新により、ジョン・ドイル（放送作家）に変更された。ただし、ジョン・ドイル時代にリー・ロジャース（アナウンサー）に変更されていた時期がある。
アメリカ国立標準技術研究所の予算削減のために、WWVは、WWVBとWWVHとともに、2019年度に廃止が予定されていたが、最終的には存続の方針となった。

### WWVとスプートニク
1958年、ソビエト連邦の人工衛星スプートニク1号の電子機器故障の折、衛星の大気圏落下による崩壊を追跡するため、WWVの電波が用いられた。
オハイオ州立大学教授のジョン・D・クラウスは、流星が大気圏に突入すると、その航跡の大気が数秒間電離し、地表からの電波が反射される「流星散乱」から、スプートニクの残骸が同じ流星散乱を起こすと予測し、WWVの電波を観測した。流星散乱により、WWVの信号が1分以上にわたって強く観測され、しかもその方向は、想定よりも強く、さらにスプートニクの軌道に一致していた。この情報をもとに、クラウスはスプートニクが崩壊するまでの経過を作成し、人工衛星は一体となって落下するのではなく、地球に近づくにつれてバラバラに分解されていくことが判明した。

### WWV/WWVHを用いた電離層研究
2021年11月15日から、国立標準技術研究所はアマチュア無線団体の”the Ham Radio Citizen Science Investigation  (HamSCI) ”と共同で、毎時48分にWWVHの電波を使用した電離層に関する研究を行っている。

## 送信フォーマット
標準的なキャリア周波数に加え、WWVは標準的なダブルサイドバンド振幅変調を使って追加情報を送信している。WWVの送信は、1分ごとに繰り返される規則的なパターンに従っており、姉妹局であるWWVHとの干渉を抑えるためにタイムコードは双方で設計されている。両者は非常によく似ているため、ここではWWVを主体に両方を概説する。
| 秒      | WWV                                        | WWVH                                       |
| ------- | ------------------------------------------ | ------------------------------------------ |
| 0–1     | パルス波による秒信号 (0.8 s)               | パルス波による秒信号 (0.8 s)               |
| 1–45    | 可聴周波数のトーン信号ないし音声アナウンス | 可聴周波数のトーン信号ないし音声アナウンス |
| 45–52.5 | 秒信号を除き無音                           | 音声による時報                             |
| 52.5–60 | 音声による時報                             | 秒信号を除き無音                           |

### 日付と時間
WWV/WWVHでは、以下のように日付と正確な協定世界時(UTC)を送信している。
- 英語による、毎分の時刻の音声アナウンス。
- 二進化十進表現による日付と時刻の時刻コードを100Hzのトーンで、長さの異なるパルスとして送信され、1秒間に1ビットずつ送信[28]。

### 秒信号と分信号のポジションマーカー

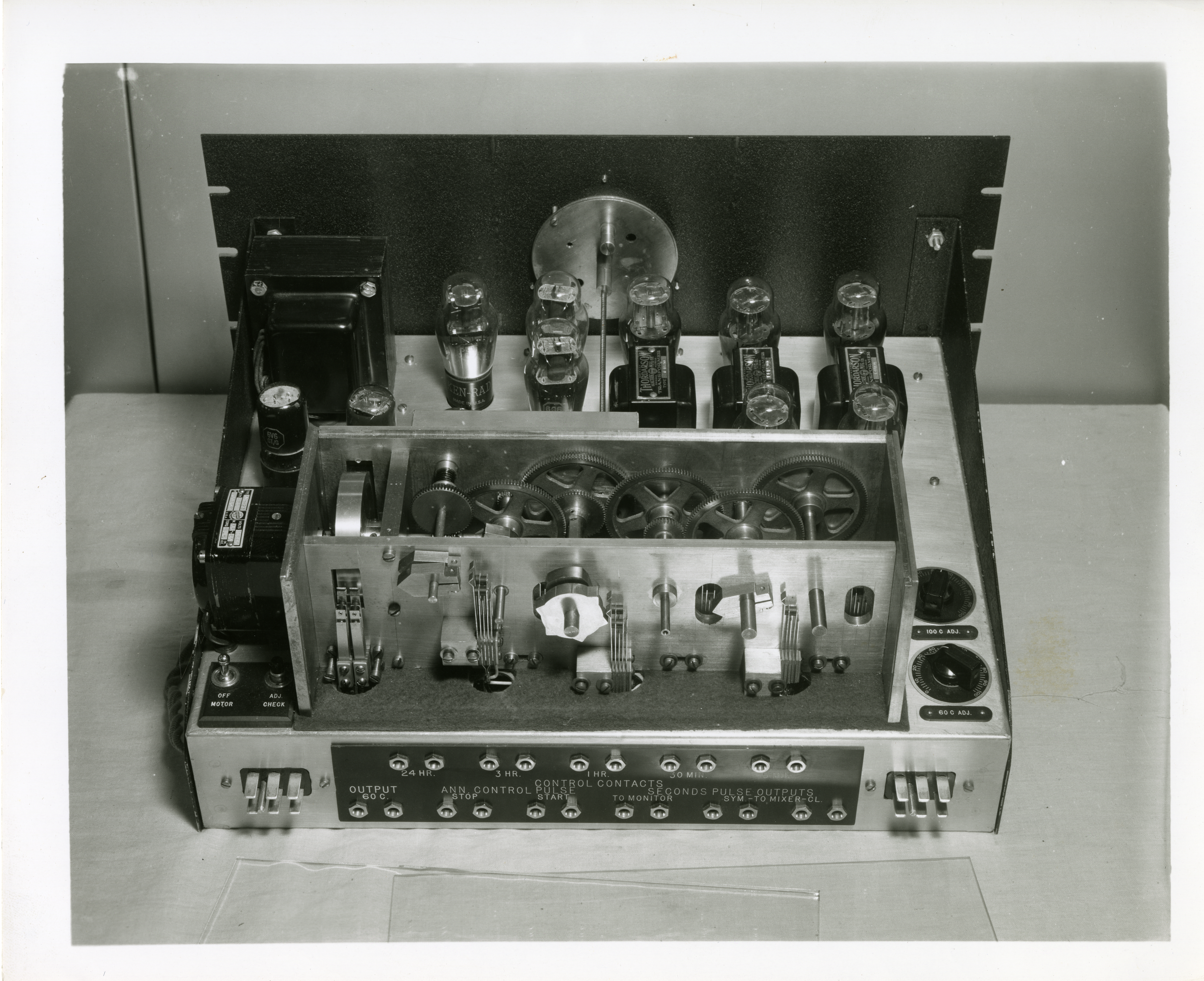
1943年に使用された秒信号発振器

手動で正確なクロック同期を可能にするために、WWVでは1秒に1回、秒信号を送信している。秒信号は5ミリ秒の間に1,000 Hzの正弦波の5波長分(WWVHは1,200 Hzの正弦波の6波長分)のパルスで構成され、音声アナウンスや無音時間中も常に送信されている。パルスの立ち上がりが、秒の開始に対応する。
秒信号をより際立たせるため、秒信号の10ミリ秒前から、秒信号の5ミリ秒までの間、40ミリ秒間は、他のすべての信号が抑制される。ただし、例外として、29秒と59秒の秒信号は送信されず、無音時間も設けてない。また、うるう秒の60秒でも送信は行わない。
00秒に送信される分信号では、1,500 Hzのビープ音が0.8秒送信され、0.2秒の間無音になる。時信号、分信号とも秒信号を兼ねており、この際、秒信号の1,000Hzパルスは送信されない。分信号の立ち上がりは、分の開始に対応する。
01秒から16秒の間、協定世界時とUT1の誤差を表現する。具体的には、秒信号の後に100ミリ秒遅れて秒信号を送信する（この信号はほかの信号より優先されるが、無音時間は設けられない。）2回打ちを行う。協定世界時とUT1の誤差の絶対値(10分の1秒単位)は、この100ミリ秒遅れて送信される秒信号の数に対応する。また、協定世界時とUT1の誤差の正負ついては、2回打ちの秒信号が02秒から開始するか、09秒から開始するかによって決定する。「協定世界時がUTCより進んでいる」場合は02秒から開始、「協定世界時がUTCより遅れている」場合は09秒から開始となる。
例えば、「協定世界時がUTCより0.2秒遅れている」場合、毎分09秒、10秒に2回打ちの秒信号が確認できる。
秒信号と分信号とも100％変調（両側帯とも-3dBc）で送信される。

### 音声による時報
時報は毎分行われ、次の1分間の時刻を知らせる。例えば、4:59UTCの場合、時報は次のように読まれる。
"At the tone, four hours, fifty nine minutes, coordinated universal time."
アナウンスは先述した通り男声で、分信号の7.5秒前から7秒かけて送信される。（混信を避けるため、WWVHは分信号の15秒前から7.5秒までの間に女声で放送する。）
音声による時報は以下のように変遷している。
1. 1950年～1967年
  - "National Bureau of Standards, WWV; when the tone return, Eastern Standard Time is （12時間表記＋AM/PMを付与 午後4時だと"four ten p.m."）"[33]、その後にモールス信号4桁でGMT（この場合は2100をモールス信号で送信）が送られた。
2. 1967年～1971年
  - "National Bureau of Standards, WWV, Fort Collins, Colorado; next tone begins at X hours, Y minute(s), Greenwich Mean Time "（24時間表記）[34]
3. 1971年～1974年
  - "At the tone, X hour(s), Y minute(s), Greenwich Mean Time."　[35]現在の形式と同一だが、このころは「グリニッジ標準時」という表記となっていた。
4. 1974年～現在
  - "At the tone, X hour(s), Y minute(s), Coordinated Universal Time."「グリニッジ標準時」という名称が、1974年に「協定世界時」に変更されたための変更[35]。

音声による時報では75%変調（-1.25dBc）で送信され、キャリアは公称電力の25%から175%の間で変動する。

### その他の音声アナウンス
WWVでは44秒以降、標準周波数用の可聴周波数のトーン信号を送信する代わりに、以下の音声アナウンスの送信を行う。WWVHについては当該記事参照。
- 毎時00分と30分のWWVの局名告知（後述）
- アメリカ沿岸警備隊ナビゲーションセンターからGPS衛星の伝搬状況告知が毎時14分と15分に送信される
- 太陽活動や短波電波の伝搬状況に関するアメリカ海洋大気庁からの宇宙天気予報のジオアラートは、毎時18分に送信される。（2011年9月6日で廃止予定であったが、同年6月11日に前倒し[36]）
- アメリカ国防総省からのメッセージが毎時50分に送信される[37]。

加えて、通常はタイムコードや振幅変調などに織り込まれる内容についてもメッセージが送信される。
- 毎時04分と16分には、通常は放送スケジュールで「NIST Reserved」と表示されている領域を使い、うるう秒のアナウンスなど、WWVとWWVHの運用の手動変更に関するアナウンスが放送される。「NIST Reserved」を使用しない場合は、500Hzのトーン信号が放送される。1997年にオメガ航法が停止する以前は、毎時16分にオメガのステータス・レポートが放送されていた。

WWWHとWWVの混信を避けるため、WWVHが音声アナウンスを送信している毎時29分、43-59分、59分に、WWVのトーン信号が抑制される。（一方で、WWVが音声アナウンスを送信している毎時00分、08-10分、14-19分、30分にWWVHのトーン信号が抑制される）
WWVではかつて、大西洋と北東太平洋を対象に、国立気象局の暴風雨警報を毎時08～10分に放送していた。（内容次第で11分にも放送されるが、放送されない場合は600Hzのトーン信号が送信されていた。）しかし、2019年2月7日にWWV, WWVHのすべての気象コンテンツを廃止し、それまで占めていた時間帯は 、トーン信号に戻った11分（WWVHは51分）を除き、"NIST Reserved "として運用されるようになった。
なお、2021年11月15日からアマチュア無線団体の“the Ham Radio Citizen Science Investigation  (HamSCI)”と共同で、毎時8分にWWVの電波を使用した電離層に関する研究を行っている。（WWVHは毎時48分）
| 分 | WWV                            | WWVH                       |    | 分       | WWV      | WWVH |        | 分                             | WWV | WWVH |
| 00 | 局名告知                       | 無音                       | 20 | 500 Hz   | 600 Hz   | 40   | 500 Hz | 600 Hz                         |     |      |
| 01 | 600 Hz                         | 時信号(440 Hz)             | 21 | 600 Hz   | 500 Hz   | 41   | 600 Hz | 500 Hz                         |     |      |
| 02 | 時信号(440 Hz)                 | 600 Hz                     | 22 | 500 Hz   | 600 Hz   | 42   | 500 Hz | 600 Hz                         |     |      |
| 03 | 無音                           | うるう秒等 (NIST reserved) | 23 | 600 Hz   | 500 Hz   | 43   | 無音   | GPS 状況                       |     |      |
| 04 | うるう秒等 (NIST reserved)     | 600 Hz                     | 24 | 500 Hz   | 600 Hz   | 44   | 無音   | GPS 状況                       |     |      |
| 05 | 600 Hz                         | 500 Hz                     | 25 | 600 Hz   | 500 Hz   | 45   | 無音   | ジオアラート                   |     |      |
| 06 | 500 Hz                         | 600 Hz                     | 26 | 500 Hz   | 600 Hz   | 46   | 無音   | 600 Hz                         |     |      |
| 07 | 600 Hz                         | 500 Hz                     | 27 | 600 Hz   | 500 Hz   | 47   | 無音   | (NIST reserved)                |     |      |
| 08 | 電離層観測 (NIST reserved)     | 無音                       | 28 | 500 Hz   | 600 Hz   | 48   | 無音   | 電離層観測 (NIST reserved)     |     |      |
| 09 | (NIST reserved)                | 無音                       | 29 | 無音     | 局名告知 | 49   | 無音   | うるう秒等 (NIST reserved)     |     |      |
| 10 | 国防総省使用枠 (NIST reserved) | 無音                       | 30 | 局名告知 | 無音     | 50   | 無音   | 国防総省使用枠 (NIST reserved) |     |      |
| 11 | 600 Hz                         | 500 Hz                     | 31 | 600 Hz   | 500 Hz   | 51   | 無音   | (NIST reserved)                |     |      |
| 12 | 500 Hz                         | 600 Hz                     | 32 | 500 Hz   | 600 Hz   | 52   | 500 Hz | 600 Hz                         |     |      |
| 13 | 600 Hz                         | 500 Hz                     | 33 | 600 Hz   | 500 Hz   | 53   | 600 Hz | 500 Hz                         |     |      |
| 14 | GPS 状況                       | 無音                       | 34 | 500 Hz   | 600 Hz   | 54   | 500 Hz | 600 Hz                         |     |      |
| 15 | GPS 状況                       | 無音                       | 35 | 600 Hz   | 500 Hz   | 55   | 600 Hz | 500 Hz                         |     |      |
| 16 | うるう秒等 (NIST reserved)     | 無音                       | 36 | 500 Hz   | 600 Hz   | 56   | 500 Hz | 600 Hz                         |     |      |
| 17 | 600 Hz                         | 無音                       | 37 | 600 Hz   | 500 Hz   | 57   | 600 Hz | 500 Hz                         |     |      |
| 18 | ジオアラート                   | 無音                       | 38 | 500 Hz   | 600 Hz   | 58   | 500 Hz | 600 Hz                         |     |      |
| 19 | 600 Hz                         | 無音                       | 39 | 600 Hz   | 500 Hz   | 59   | 無音   | 局名告知                       |     |      |

#### 局名告知

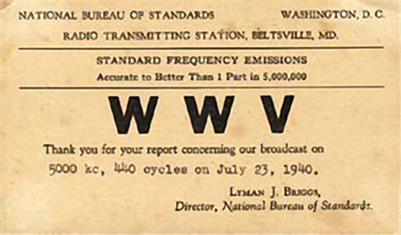
1940年ごろのWWVの QSカード

WWVは毎時0分と30分に以下の局名告知を行う。
| 「 | National Institute of Standards and Technology time: this is Radio Station WWV, Fort Collins Colorado, broadcasting on internationally allocated standard carrier frequencies of 2.5, 5, 10, 15, and 20 megahertz, providing time of day, standard time interval, and other related information. Inquiries regarding these transmissions may be directed to the National Institute of Standards and Technology, Radio Station WWV, 2000 East County Road 58, Fort Collins, Colorado, 80524. （和訳：アメリカ国立標準技術研究所の供給時です。こちらはWWVです。コロラド州フォートコリンズから国際的に割り当てられた2.5、5、10、15、20メガヘルツの標準周波数で放送し、時刻、標準時間隔、およびその他の関連情報を提供しています。送信に関するお問い合わせは、郵便番号80524、コロラド州フォートコリンズ、2000 イースト・カントリー・ロード 58番地、国立標準技術研究所、WWV送信所までお願いします。） | 」 |

同所に受信報告書が送られた際は、希望に応じてQSLカードを返送する。

### 標準音声周波数
WWVとWWVHは、無音時間を除いて、44秒の音声トーン信号を送信している。毎分1秒に始まり、WWVHの時報が始まる直前の毎分45秒まで送信される。
毎分2分を除く偶数分には、500 Hzのトーン信号を発信し、奇数分は600Hzを発信する。この音は秒信号前後、毎秒40ミリ秒ずつ中断される。WWVHは偶数分に600 Hz、奇数分に500 Hzを発信する。
１時間に１分間放送される440 Hzのトーン信号はWWVが毎時2分に送信されている。時信号として、１時間の間隔の目安となる。なお、UTCで毎日最初の1時間は時信号が省略されるため、これを活用して日信号としても使用できる。
なお、WWVが音声アナウンスを送信している毎時00分、08-10分、14-19分、30分にWWVHのトーン信号が抑制される。一方でWWVHが音声アナウンスを送信している毎時29分、43-59分、59分にWWVのトーン信号が抑制される。（先述）
音声トーン信号などの音声アナウンスは50％変調（-3dBc）で送信される。

### デジタルタイムコード
時刻はデジタルタイムコードを使って連続的に送信される。タイムコードは、主信号の100Hzのサブキャリアを使用している。
タイムコードは、一部を除きIRIG HタイムコードおよびWWVBが送信するタイムコードに似ており、同じ構造となっている。
送信される時刻は、その情報が送信されている時間を、年の下2桁、1月1日を1とした、通算日、時、分で表現する。データはそれぞれ、二進化十進表現を用いてそれぞれの桁（百位、十位、一位）で表現される。

#### タイムコードの内容
田タイムコードの例
100Hzのサブキャリアは、秒の開始から30ミリ秒（最初の30ミリ秒は秒の刻みのために確保されている）から-15dBc（18％変調）で送信され、秒内の3回のうち1回のタイミングで15dB減少（-30dBc、3％変調）する。高振幅100Hzのサブキャリアの継続時間は、以下のように、0のデータビット、1のデータビット、または「（ポジション）マーカー」を定義している。
- サブキャリアが800ミリ秒後に減少した場合、そのキャリアは"マーカー "を示す。
- サブキャリアが500ミリ秒後に減少した場合、値"1"のデータビットを示す。
- サブキャリアが200ミリ秒後に減少した場合、値"0"のデータビットを示す。

このようにして、最初の1秒である、00秒を除く各分の各秒に1つのビットまたはマーカーが送信されれる。各分の最初の1秒は、分信号のマーカーとして用いられている。
上図では、赤と黄色のバーが100Hzのサブキャリアを表現している。黄色が強度の高いサブキャリア（100％変調を基準に-15dB）、赤が強度の低いサブキャリア（100％変調を基準に-30dB）を表す。最も幅の広い黄色のバーは（ポジション）マーカーを、最も幅の狭いバーは値0のデータビットを、中間の幅のバーは値1のデータビットを表している。

#### データの解釈
このタイムコードは送信するのに1分かかる。ほとんどのビットがUTC時刻、西暦日、西暦年、±0.7秒までのUTCとUT1の誤差を符号化する。
WWVBと同様に、年の下2桁と単位桁のみが送信される。一方でWWVBとは異なり、タイムコードで閏年を直接示すことはない。したがって、00年をうるう年と仮定した受信機（2000年では正しい）は、2100年では不正確となる。一方、00年がうるう年でないと仮定した受信機は、2001年から2399年まで正しく受信することができる。
下表は各ビットの解釈を示したもので、「Ex」欄は上記のタイムコードの図の例の値である。
| 秒ビット | 重み       | データの意味                    | 図の例     |     | 秒ビット | 重み                 | データの意味 | 図の例 |          | 秒ビット                         | 重み | データの意味 | 図の例 |
| :00      | （分信号） | （分信号）                      | （分信号） | :20 | 1        | 時間                 | 1            | :40    | 100      | 通算日（百位）                   | 0    |              |        |
| :01      | 0          | 未使用常に"0"                   | 0          | :21 | 2        | 時間                 | 0            | :41    | 200      | 通算日（百位）                   | 0    |              |        |
| :02      | DST1       | 夏時間 当日0時に施行中は”1”     | 0          | :22 | 4        | 時間                 | 0            | :42    | 0        | 未使用常に"0"                    | 0    |              |        |
| :03      | LSW        | うるう秒月末に実施される場合"1" | 0          | :23 | 8        | 時間                 | 0            | :43    | 0        | 未使用常に"0"                    | 0    |              |        |
| :04      | 1          | 年の一位                        | 1          | :24 | 0        | 時間                 | 0            | :44    | 0        | 未使用常に"0"                    | 0    |              |        |
| :05      | 2          | 年の一位                        | 0          | :25 | 10       | 時間                 | 0            | :45    | 0        | 未使用常に"0"                    | 0    |              |        |
| :06      | 4          | 年の一位                        | 0          | :26 | 20       | 時間                 | 1            | :46    | 0        | 未使用常に"0"                    | 0    |              |        |
| :07      | 8          | 年の一位                        | 1          | :27 | 0        | 未使用常に"0"        | 0            | :47    | 0        | 未使用常に"0"                    | 0    |              |        |
| :08      | 0          | 未使用常に"0"                   | 0          | :28 | 0        | 未使用常に"0"        | 0            | :48    | 0        | 未使用常に"0"                    | 0    |              |        |
| :09      | P1         | マーカー                        | M          | :29 | P3       | マーカー             | M            | :49    | マーカー | Marker                           | M    |              |        |
| :10      | 1          | 分                              | 0          | :30 | 1        | 通算日（十位・一位） | 0            | :50    | +        | DUT1の正負+は"1"                 | 1    |              |        |
| :11      | 2          | 分                              | 0          | :31 | 2        | 通算日（十位・一位） | 1            | :51    | 10       | 年の十位                         | 0    |              |        |
| :12      | 4          | 分                              | 0          | :32 | 4        | 通算日（十位・一位） | 1            | :52    | 20       | 年の十位                         | 0    |              |        |
| :13      | 8          | 分                              | 0          | :33 | 8        | 通算日（十位・一位） | 0            | :53    | 40       | 年の十位                         | 0    |              |        |
| :14      | 0          | 分                              | 0          | :34 | 0        | 通算日（十位・一位） | 0            | :54    | 80       | 年の十位                         | 0    |              |        |
| :15      | 10         | 分                              | 1          | :35 | 10       | 通算日（十位・一位） | 0            | :55    | DST2     | 夏時間 当日24時に施行中の際は”1” | 0    |              |        |
| :16      | 20         | 分                              | 1          | :36 | 20       | 通算日（十位・一位） | 0            | :56    | 0.1      | DUT1 の値 (0 to 0.7 秒)          | 1    |              |        |
| :17      | 40         | 分                              | 0          | :37 | 40       | 通算日（十位・一位） | 0            | :57    | 0.2      | DUT1 の値 (0 to 0.7 秒)          | 1    |              |        |
| :18      | 0          | 未使用常に"0"                   | 0          | :38 | 80       | 通算日（十位・一位） | 1            | :58    | 0.4      | DUT1 の値 (0 to 0.7 秒)          | 0    |              |        |
| :19      | P2         | マーカー                        | M          | :39 | P4       | マーカー             | M            | :59    | マーカー | Marker                           | M    |              |        |

上記のタイムコードを解読すると、2009年の86日目（3月27日）UTC21:30:00となる。
DUT1は+0.3なので、UT1は21:30:00.3となる。夏時間は、前のUTC 00:00（DST1=0）では有効でなく、次のUTC 00:00（DST2=0）でも実施されない。閏秒の予定もない（LSW=0）。
なお、閏年では12月31日が366日目となり、86日目は3月27日ではなく3月26日となる。

#### 夏時間、閏秒
タイムコードには、夏時間の変更と閏秒を知らせる3つのビットが含まれている。

#### 夏時間
夏時間のビットは02秒、55秒に設定されており、以下の関係性がある。
- 02秒ビット：夏時間が実施された直後のUTC午前0時に"1"となり、標準時が再開された直後のUTC午前0時に"0"となる。
- 55秒ビット：夏時間が適用される直前のUTC24:00に"1"となり、夏時間実施中は"1"となる。標準時が再開される直前のUTC24:00に"0"となる。

これを図にすると以下のようになる
|                          | 02秒 | 55秒 |
| ------------------------ | ---- | ---- |
| 標準時（非実施）         | 0    | 0    |
| 24時間以内に夏時間に移行 | 0    | 1    |
| 夏時間（実施中）         | 1    | 1    |
| 24時間以内に標準時に移行 | 1    | 0    |

DST1とDST2のビットが異なる場合、DSTは現在のUTC日中、次の現地時間の02:00に変更される。その次の現地時間02:00以前は、ビットは同じになりる。DSTビットの各変更はUTCの00:00に行われるため（地域のタイムゾーンとDSTの開始または終了の有無に依存）、米国本土で最初に受信されるのは16:00（PST）から20:00（EDT）の間となる。
したがって、東部時間帯（UTC-5）の受信機は、夏時間が始まる7時間前と夏時間が終わる6時間前に「DST is changing」を受信することにより、正確な夏時間の変更を得ることができる。
そして中部、山岳、太平洋の各時間帯の受信機では、それぞれ夏時間が始まる1時間、2時間、3時間の前に事前通知がある。

### うるう秒
- 03秒ビット：うるう秒で終了する予定の月の初めに"1"となる。うるう秒が発生すると”0”となる。

なお、うるう秒のときは、タイムコードに"0"が送信される。この場合、59秒のマーカーが省略される。